# Vranići kod Višnjana
Vranići kod Višnjana (en italien : Vrani di Visignano) est une localité de Croatie située en Istrie, dans la municipalité de Višnjan, dans le comitat d'Istrie. En 2001, la localité comptait 49 habitants.

## Démographie
| 1948 | 1953 | 1961 | 1971 | 1981 | 1991 | 2001 |
| ---- | ---- | ---- | ---- | ---- | ---- | ---- |
| 55   | 45   | 37   | 39   | 33   | 42   | 49   |